# Letteratura sanscrita
La letteratura sanscrita è la letteratura indiana scritta nella lingua classica dell'India, ovvero il sanscrito.
L'ampiezza e il valore di questa letteratura, ancora più ampia nelle opere religiose, prima di tutto nell'Induismo, e il fatto che la maggior parte delle lingue indiane contemporanee ne sia direttamente derivata (lingue indoarie), e tutte ne siano fortemente influenzate, rendono il sanscrito e la sua letteratura estremamente rilevanti per la cultura indiana, esattamente quanto il latino e il greco classico lo sono stati per la cultura occidentale. 

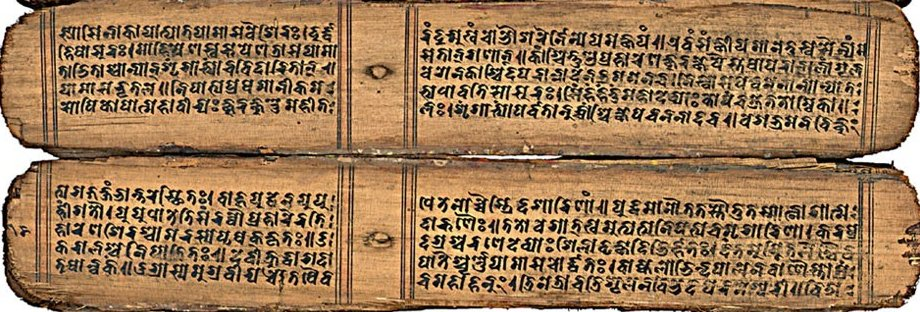
Il manoscritto Devi Māhātmya, scritto su foglia di palma, Bihar o Nepal (XI sec.).

## Storia
I Veda (2000-1100 a.C.) segnano l'inizio di questa letteratura, nella forma iniziale della lingua, chiamata sanscrito vedico, che continua con la produzione dei racconti epici dell'età del ferro; prima della standardizzazione della lingua ad opera di Pāṇini, che codificò il "sanscrito classico" nella sua grammatica sanscrita Aṣṭādhyāyī (Gli otto capitoli) intorno al IV secolo a.C..
L'età dell'oro è datata nella tarda antichità (grossomodo dal III all'VIII secolo d.C.).
Inoltre la produzione letteraria ha visto una tarda fioritura nell'XI secolo, prima del declino avvenuto dopo il 1100, soprattutto a causa della conquista islamica dell'India.
Attualmente vi sono degli sforzi volti al suo rilancio, con eventi come il "All-India Sanskrit Festival" (dal 2002), strutturati come concorsi di composizione letteraria.